# Arany Málna díj a legrosszabb szereplőgárdának
A legrosszabb szereplőgárda Arany Málna díját (angolul: Golden Raspberry Award for Worst Screen Ensemble) a Los Angeles-i székhelyű Arany Málna Díj Alapítvány  2012 óta ítéli oda az előző évben készült és forgalomba került azon amerikai filmek színészeinek, akiket több száz akadémiai tag szavazata alapján a „legcsapnivalóbb filmes együttesnek” találnak. A 2011-es gálán e kategóriát még összevontan kezelték a legrosszabb filmes párossal, legrosszabb filmes páros / legrosszabb szereplőgárda elnevezéssel, a következő évben viszont már önálló kategória lett.
A díjra évente öt filmes színészgárdát jelölnek. A jelöltek listáját minden év elején, az Oscar-díjra jelöltek kihirdetése előtti napon hozzák nyilvánosságra. A „nyertesek” megnevezése február végén, március elején, az Oscar-gála előtti napon történik, valamelyik hollywoodi vagy Santa Barbara-i rendezvényteremben tartott ünnepség keretében.

## Díjazottak és jelöltek
| „Győztes” – félkövérrel szedve, szürkéskék háttérrel |

### 2010-es évek
| Év   | „Győztesek” és jelöltek                                            |
| ---- | ------------------------------------------------------------------ |
| 2011 | A teljes szereplőgárda – Szex és New York 2.                       |
| 2011 | Jennifer Aniston és Gerard Butler – Exférj újratöltve              |
| 2011 | Josh Brolin arca és Megan Fox kiejtése – Jonah Hex                 |
| 2011 | A teljes szereplőgárda – Az utolsó léghajlító                      |
| 2011 | A teljes szereplőgárda – Alkonyat – Napfogyatkozás                 |
| 2012 | Jack és Jill teljes szereplőgárdája                                |
| 2012 | Alkonyat: Hajnalhasadás – 1. rész teljes szereplőgárdája           |
| 2012 | Bucky Larson: Született filmcsillag teljes szereplőgárdája         |
| 2012 | Szilveszter éjjel teljes szereplőgárdája                           |
| 2012 | Transformers 3. teljes szereplőgárdája                             |
| 2013 | Alkonyat: Hajnalhasadás – 2. rész teljes szereplőgárdája           |
| 2013 | Apa ég! teljes szereplőgárdája                                     |
| 2013 | Csatahajó teljes szereplőgárdája                                   |
| 2013 | Madea néni, avagy a tanú védtelen teljes szereplőgárdája           |
| 2013 | The Oogieloves in the Big Balloon Adventure teljes szereplőgárdája |